# Edmond Gilliard
Edmond Gilliard (Fiez-sur-Grandon, 10 oktober 1875 – Lausanne, 11 maart 1969) was een Zwitsers auteur, literatuurcriticus en hoogleraar.
Hij had letteren gestudeerd aan de universiteit van Lausanne en werd criticus voor de ‘’Gazette de Lausanne’’.
Hij is stichter en medestichter van een aantal literaire tijdschriften.
Naast de letteren, bestudeerde hij de filosofie en de metafysica.
Van 1901 tot 1905 verblijft hij in Parijs, waar hij leerling wordt bij August Vandekerkhove (S.U.Zanne). Door deze esoterische auteur wordt hij sterk geïnspireerd, zowel in de spiritualiteit als in het feminisme. In 1955 zou hij een dankwerkje schrijven voor zijn reeds in 1923 overleden meester, zie bibliografie: Reconnaissance de S.U. Zanne.

## Literaire prijzen
- Prix d’honneur de la Fondation Schiller (1954)
- Prijs van de stad Lausanne (1964)

## Werken
- Rousseau et Vinet Individus sociaux (1925)
- Alchimie Verbale (1926)
- Du Pouvoir des Vaudois (1926)
- La Passion de la Mère et du Fils (1928)
- A Henri Roorda (1929)
- La Croix qui tourne (1929)
- Dramatique du Moi (1936-1940)
- L'École contre la Vie (1942)
- Reconnaissance filiale (1944)
- Journal 1930/45 (1945)
- Métier d’une Vie (1947)
- De Rousseau à Jean-Jacques (1950)
- Journal 1945/52 (1952)
- Outre-Journal (1953)
- Reconnaissance de S.U. Zanne (1955)
- Hymne terrestre, suivi du Dialecte de l'Architecte et de la Revenance de l'Outre (1958)
- Carnet de la Huitaine (1960)
- Tout-y-va « Notes et Souvenirs » (1963)
- La Chasse de Pan (1965)

- Bibsys: 90559098
- Bibliothèque nationale de France: cb13333969w (data)
- CiNii: DA15465653
- Gemeinsame Normdatei: 143708201
- Historisch woordenboek van Zwitserland: 016075
- International Standard Name Identifier: 0000 0001 2120 0907
- Library of Congress Control Number: no2011108338
- MusicBrainz: 7039383b-0098-4763-a07d-3cb6509d92e9
- Nationale Bibliotheek van Tsjechië: jcu2011636286
- Nationale bibliotheek van Australië: 35125060
- Nationale Bibliotheek van Israël: 987007444079305171
- Nederlandse Thesaurus van Auteursnamen: 162394756
- Réseau des bibliothèques de Suisse occidentale: 02-A003296959
- Système universitaire de documentation: 02689162X
- Trove: 833803
- Virtual International Authority File: 9846752
- WorldCat: E39PBJpdRhvTQ8yvkCgPjgbfMP